# Taeniolethrinops
Taeniolethrinops is een geslacht van straalvinnige vissen uit de familie van de cichliden (Cichlidae).

## Soorten
- Taeniolethrinops cyrtonotus (Trewavas, 1931)
- Taeniolethrinops furcicauda (Trewavas, 1931)
- Taeniolethrinops laticeps (Trewavas, 1931)
- Taeniolethrinops praeorbitalis (Regan, 1922)